# Rich Girl
"Rich Girl" é uma canção da cantora americana Gwen Stefani de seu álbum solo de estreia, Love. Angel. Music. Baby.(2004). Produzida por Dr. Dre, a faixa apresenta a rapper Eve, e é um remake da canção de mesmo nome do ano de 1993 da dupla musical inglesa Louchie Lou & Michie One , que por sua vez é uma adaptação da canção "If I Were a Rich Man", do musical da Broadway Fiddler on the Roof. Stefani relaciona-se com a canção afirmando que discute seus sonhos de fama e riqueza a partir da perspectiva de quando ela era apenas uma menina do condado de Orange, na Califórnia.
A última música a ser incluída no álbum, "Rich Girl" foi lançada como o segundo single do álbum, em dezembro de 2004, e recebeu críticas mistas pelos críticos da música. Foi um sucesso comercial, alcançando o Top 10 na maioria dos charts em que entrou. Nos Estados Unidos, "Rich Girl" recebeu um certificado de ouro e uma nomeação na 48ª edição do Grammy Awards, na categoria de Melhor Colaboração Rap.

## Antecedentes
Stefani e Eve já haviam trabalhado juntas no single de 2001 "Let Me Blow Ya Mind". Quando Stefani começou a gravar seu material solo,  Eve manifestou seu interesse em trabalhar com Stefani, dizendo: "Ela é esperta, ela é apertada e ela é talentosa. Vai ser maravilhoso, independentemente." As duas decidiram trabalhar juntas novamente depois de se falarem na lavanderia de Stefani, durente uma festa. Após co-escrever mais de vinte canções para seu material solo, Stefani se aproximou de Dr. Dre, que havia produzido músicas para ela duas vezes. Dre produziu "Let Me Blow Ya Mind", bem como "Wicked Day", uma faixa que acabou por ser excluída do álbum de 2001 da banda No Doubt, Rock Steady'.
Depois de tocar algumas músicas em que Stefani estava trabalhando, Dr. Dre disse a ela: "Você não quer voltar para lá". Em vez de usar uma de suas faixas, Dr. Dre sugeriu o uso do reggae da canção de 1993 da dupla Inglesa Louchie Lou & Micchie One, "Rich Girl", que foi interpolada da música "If I Were a Rich Man", do musical dw 1964 da Broadway, Fiddler on the Roof. Stefani e Eve se ajudaram com seus trabalhos, mas quando apresentaram a demonstração a Dr. Dre, ele disse que para reescrever a canção, ele fez uma sugestão para Stefani interpretar uma personagem na música.
Desde que não tinha visto o musical quando era criança, Stefani foi para a Broadway para entender melhor o tema, e disse: "Mesmo que você seja pobre e tenha amor, você é rico." A ideia que se tornou a versão final foi para Stefani, enquanto o brainstorming em sua esteira. Ela também comentou sobre os problemas para escrever a canção: "Os problemas para escrever a canção vieram porque Dre foi realmente me empurrando a escrever de uma maneira nova", mas quando ela lhe presenteou com a música, ela disse: "Ele totalmente só enganou a pista fora."

## Composição
"Rich Girl" é uma canção ragga composta na chave de C menor. Ela é escrita em tempo comum e se move em uma moderação de 100 batidas por minuto. A batida é acompanhada por uma alternância quinta perfeita díade e um acento de piano trichord. Ela foi escrita em forma de verso-refrão, e sua instrumentação inclui o teclado eletrônico, guitarra e baixo do teclado. A voz de Stfeani varia de G3 a E5.
A introdução consiste no uso da palavra na, que se repete 24 vezes (sendo que na versão do videoclipe se repete apenas 12 vezes). Stefani atinge sua maior nota da canção, E5, como parte de um trichord, e sua menor nota, E3, durante esta seção. Após o primeiro refrão, Stefani discute seus sonhos de riqueza e luxo, e menciona os estilistas Vivienne Westwood e John Galliano. Stefani comentou que as referências não foram uma publicidade, mas sim que queria incluí-los: "Eu queria incluí-los porque eu acho que eles são legais e eu quero falar sobre eles. [...] Eu daria todo o meu dinheiro para [Westood] e compraria todas as suas roupas!" A ponte, em que a voz de Stefani é overdub, precede o segundo refrão. Durante o segundo verso, Stefani menciona novamente suas Harajuku Girls - ela já havia mencionado as Harajuku Girls no single What You Waiting For? -, e ela, em seguida, repete a ponte. Após a batida de Eve, Stefani canta o refrão e fecha a canção com uma coda, que como a introdução, consiste em repetir a palavra na.

## Recepção da crítica
"Rich Girl" recebeu críticas mistas pelos críticos de música. Richard Smirke, da Playlouder, disse: "A música trouxe um elemento muito necessário da diversidade para L.A.M.B." e a chamou de "um hit com potencial único". Krissi Murison, da NME, no entanto, descreveu o single como "um canto de playground, com 'uma aparência da dura-menina ragga de Eve.' John Murphy, da MusicOMH.com, deu para "Rich Girl" uma avaliação global positiva, chamando-a de uma canção divertida, e muito superior a alguma porcaria que é lançada atualmente", mas também comentou que "o single não [estava] "Let Me Blow Ya Mind"" e que achou as referências às Harajuku Girls "um pouco assustadoras". Lisa Haines, da BBC Music, referiu-se à canção como 'um disco de ouro, impossivelmente feminino e muito fácil de dançar.' A canção atraiu comparações com o álbum de 2001 da banda No Doubt, Rock Steady, e Charles Merwin, da Stylus Magazine, descreveu a faixa como uma 'versão lite' da música Hey Baby.
Várias pessoas acharam irônico o fato de Stefani - que já havia vendido mais de 26 milhões de cópias com o No Doubt - discutir ter dinheiro no condicional. John Murphy, da MusicOMH.com, achou muito estranho o fato de Stefani cantar a música enquanto estava vivendo royalties do No Doubt e de seu marido, o músico pós-grunge Galvin Rossdale. Anthony Marew, do Neumu, chamou a letra de insípida, e observou: "As maravilhas 'pop-starlet' incrivelmente ricas, estariam como estar, uh, incrivelmente ricos". O escritor do The Orange County Register, Ben Wener, disse a Stefani que a canção era hipócrita e absurda, à resposta do ponto se vista de Stefani antes de ela ser famosa. Stefani, mais, tarde, recusou-se a emitir credenciais para o jornal após Wener escrever: "Ao postar um relatado, ela ganha 90mMilhões de dólares por meio de sua linha de roupas. [..] Ela não é mais apenas uma menina Orange County de Best Buy, é apenas uma cantora que vende Commodore 64", em resposta a uma faixa intitulada "Orange County Girl", do segundo álbum solo de Stefani, The Sweet Escape.
A interpolação de "If I Were a Rich Man" ganhou críticas mistas. Jason Damas, escrevendo para a PopMatters, argumentou: "A faixa a transforma - a interpolação - num hino da população urbana luxúria de bling, e que sua simples corda de piano faz um grande apoio percussivo." Nick Sylvester, da Pitchfork Media, achou a canção brega, classificando-a como "Acampamento forçado de hip-hop de Eve, Dre e Tevye." Winnie McCoy, do The Villager, achou a interpolação inovadora e notou o jeito da canção de assumir o estilo atual das mensagens de saída das canções de rap. David Browne, da Entertainment Weekly, discordou, afirmando que a interpolação foi usada sem jeito, e Rob Sheffield, da Rolling Stone, chamou a interpolação de uma brincadeira. Jason Shawhan, da About.com, chamou a faixa de uma "desmontagem house music/dancehall clássica de "If I Were a Rich Man", e acrescentou: "Se é isso o que Jay-Z anda falsificando com Annie, digo eu, ser feliz por isso."

## Desempenho gráfico

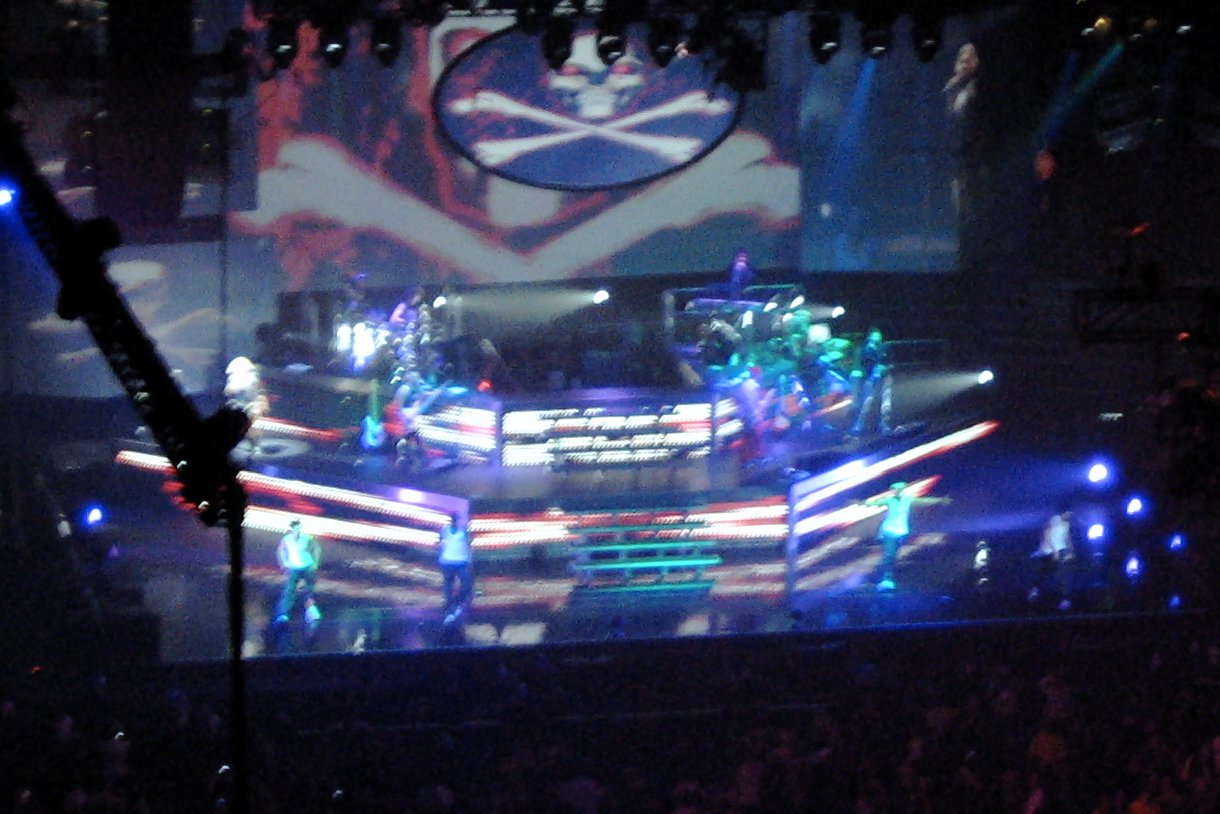
Stefani (à externa esquerda) realizando "Rich Girl" durante a sua turnê Harajuku Lovers Tour 2005.

"Rich Girl teve um bom desempenho na América do Norte. O single estreou na posição setenta e quatro na Billboard Hot 100 em 25 de Dezembro de 2004 e teve seu pico na posição sete após 10 semanas, permanecendo na parada por mais de seis meses. A canção foi bem em paradas pop, atingindo o número três na Pop 100, número quatro na Mainstream Top 40 e o número dezesseis na Adult Top 40. O single teve pouco sucesso nas paradas de pop urbano, só alcançando o número vinte e seis na Rhythmic Top 40 e o número oito na Hot R&B/Hip-Hop Songs. "Rich Girl" foi ajudada nos charts Hot 100 e Pop 100 devido aos seus forte números de downloads digitais, conseguiu atingir o número dois na Hot Digital Songs. Devido ao seu elevado número de downloads digitas, "Rich Girl" recebeu um certificado de ouro pela Recording Industry Association of America. No gráfico de fim de ano de 2005 da Billboard, o single foi listado no número trinta e um. No Grammy Awards de 2006, a canção foi indicada para Melhor Colaboração Rap/Cantada - tendo sido a segunda colaboração entre Stefani e Eve a ser nomeada para esta categoria, depois de "Let Me Blow Ya Mind" ter sido nomeada para a edição de 2002 da premiação (acabou por se sagrar a canção vencedora) -, mas perdeu para Numb/Encore, de Jay-Z e Linkin Park. O single foi muito bem sucedido no Canadá, onde estreou em número de vinte e oito e atingiu um pico de número doze por duas semanas não-consecutivas.

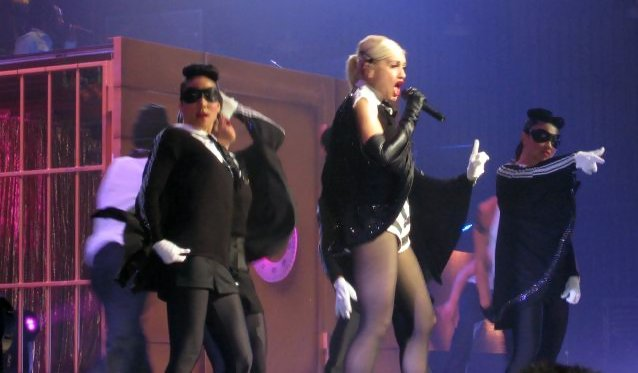
Stefani fazendo performances de "Rich Girl" durante a sua turnê "The Sweet Escape Tour", em que as Harajuku Girls estão vestidas com capas de morcego, invadindo um banco.

Em toda a Europa, "Rich Girl" foi um grande sucesso, alcançando o número dois na European Hot 100 Singles. O single atingiu o Top 5 na Bélgica, Dinamarca, França, Irlanda, Holanda, Noruega e Suécia, e atingiu o Top 10 na Áustria, Finlândia, Itália e Suíça. A canção também alcançou grande sucesso no Reino Unido, estreando na posição quatro no dia 20 de Março de 2005 - na semana encerrada dia 26 de Março de 2005. A faixa não conseguiu alcançar uma posição superior e manteve-se no gráfico durante um total de 12 semanas.
Em outros lugares, "Rich Girl" atingiu o pico dentro do Top 20 na maioria dos charts em que entrou. Na Austrália, estreou no dia 27 de Fevereiro de 2005 na posição número dois, perdendo apenas para "Over and Over", de Nelly e Tim McGraw. Não foi possível alcançar o número um e deixou o gráfico após um total de 13 semanas. O single apareceu no número vinte e seis no chart de fim de ano da ARIA, e recebeu um certificado de platina por alcançar vendas superiores a 70 mil cópias vendidas.

## Videoclipe

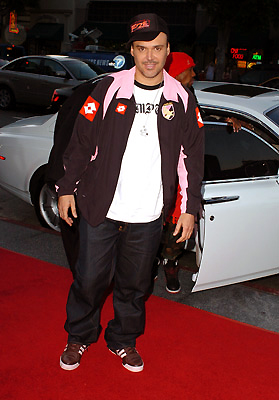
David LaChapelle foi o diretor do vídeo.

O vídeo de "Rich Girl" foi dirigido por David LaChapelle e apresenta um tema de piratas. O vídeo, inspirado por uma campanha de publicidade do início dos anos 80 de Vivienne Westwood, começa com quatro garotas japonesas brincando com um navio pirata de brinquedo e dois bonecos Bratz de Stefani e Eve, enquanto discutem o que fariam se fossem ricas. O vídeo apresenta várias sequências. Stefani é exibida pela primeira vez abaixo de um convés de um navio pirata, dançando sobre uma mesa e cantando a música. Ela é cercada por piratas e prostitutas e é logo acompanhada por Eve, vestindo um tapa olho. No estilo surreal de LaChapelle, os piratas tem distorcidos recursos e um vazamento de casting, e comentou: "Eu preciso dos loucos em um presente". Acima do convés, Stefani, as Harajuku Girls, Eve e os piratas começam a dançar com os esfregões. Stefani também é vista dançando com as Harajuku Girls em um tesouro, muitas vezes carregando uma espada e balançando e uma âncora. Quando as meninas afundam o navio pirata de brinquedo em um tanque de peixes, o galeão começa a girar, causando Stefani e os piratas caírem do navio, e Stefani e as Harajuku Girls naufragam.
O vídeo da música foi um sucesso nos canais musicais. O vídeo estreou no número nove na Total Request Live da MTV em 13 de Dezembro de 2004. O vídeo atingiu um pico de número cinco, permanecendo na parada por um total de 13 dias. O vídeo também chegou ao número quatro na countdown do MuchMusic, permanecendo na parada por um total de 16 semanas. O canal VH1 listou "Rich Girl" na posição 24 na sua lista Top 40 Vídeos de 2005.

## Uso na mídia
"Rich Girl" foi usada nos filmes Last Holiday (2006), Beverly Hills Chihuahua (2008) e Confessions of a Shopaholic (2009).

## Faixas e formatos
| CD Single da Europa |                                   |         |  |
| N.º                 | Título                            | Duração |  |
| 1.                  | "Rich Girl" (Versão do álbum)     | 3:56    |  |
| 2.                  | "What You Waiting For?" (Ao vivo) | 3:52    |  |
| Duração total:      | Duração total:                    | 6:48    |  |

| CD Maxi-single do Reino Unido e da Europa |                                   |         |  |
| N.º                                       | Título                            | Duração |  |
| 1.                                        | "Rich Girl" (Versão do álbum)     | 3:56    |  |
| 2.                                        | "What You Waiting For?" (Ao vivo) | 3:52    |  |
| 3.                                        | "Harajuku Girls" (Ao vivo)        | 4:36    |  |
| 4.                                        | "Rich Girl" (Videoclipe)          | 4:06    |  |
| Duração total:                            | Duração total:                    | 15:30   |  |

| 12" Single dos Estados Unidos (Lado A) |                                           |         |  |
| N.º                                    | Título                                    | Duração |  |
| 1.                                     | "Rich Girl" (Get Rich Mix)                | 4:07    |  |
| 2.                                     | "Rich Girl" (Get Rich Mix - Instrumental) | 4:07    |  |
| Duração total:                         | Duração total:                            | 8:14    |  |

| 12" Single dos Estados Unidos (Lado B) |                                                 |         |  |
| N.º                                    | Título                                          | Duração |  |
| 1.                                     | "Rich Girl" (Get Rich Quick Mix)                | 3:47    |  |
| 2.                                     | "Rich Girl" (Get Rich Quick Mix - Instrumental) | 3:47    |  |
| 3.                                     | "Rich Girl" (A Capela)                          | 3:57    |  |
| Duração total:                         | Duração total:                                  | 19:45   |  |

## Créditos
| - Gwen Stefani - vocais - Mark Batson - teclados, baixo do teclado - Greg Collins - engenheiro musical - Dr. Dre - produtor, mistura - Mike Elizondo - teclados, guitarra - Eve - rap | - Francis Forde - assistente de engenheiro musical - Mauricio "Vetto" Iragorri - engenheiro musical - Rouble Kapoor - assistente de engenheiro musical - Jaime Sickora - assistente de engenheiro musical - Brad Winslow - assistente de engenheiro musical |

## Desempenho nas tabelas musicais
| Tabela musical (2004-2005)                                    | Melhor posição |
| ------------------------------------------------------------- | -------------- |
| Alemanha (Media Control Charts)                               | 14             |
| Austrália (ARIA Charts)                                       | 2              |
| Áustria (Ö3 Austria Top 40)                                   | 10             |
| Bélgica (Ultratop de Flandres)                                | 4              |
| Bélgica (Ultratop de Valônia)                                 | 12             |
| Canadá (Canadian Hot 100)                                     | 12             |
| Dinamarca (Hitlisten)                                         | 3              |
| Estados Unidos Billboard Hot 100                              | 7              |
| Estados Unidos (Billboard Hot R&B/Hip-Hop Songs)              | 78             |
| Estados Unidos (Billboard Pop 100)                            | 3              |
| Estados Unidos (Billboard Hot Dance Club Play)                | 39             |
| Finlândia (Suomen virallinen lista)                           | 7              |
| França (Syndicat National de l'Édition Phonographique)        | 4              |
| Hungria (Magyar Hanglemezkiadók Szövetsége)                   | 28             |
| Irlanda (Irish Recorded Music Association)                    | 2              |
| Itália (Federazione Industria Musicale Italiana)              | 7              |
| Nova Zelândia (Recording Industry Association of New Zealand) | 3              |
| Noruega (VG-lista)                                            | 2              |
| Países Baixos (Dutch Top 40)                                  | 3              |
| Suécia (Sverigetopplistan)                                    | 4              |
| Suíça (Schweizer Hitparade)                                   | 6              |
| Reino Unido (UK Singles Chart)                                | 4              |
| União Europeia (European Hot 100 Singles)                     | 2              |

| Região                | Certificação |
| --------------------- | ------------ |
| Austrália (ARIA)      | Platina      |
| Estados Unidos (RIAA) | Ouro         |
| Nova Zelândia (RIANZ) | Ouro         |
| Suécia (GLF)          | Ouro         |

| Chart (2005)                                                  | Melhor posição |
| ------------------------------------------------------------- | -------------- |
| Alemanha (Media Control Charts)                               | 87             |
| Austrália (ARIA Charts)                                       | 26             |
| Áustria (Ö3 Austria Top 40)                                   | 65             |
| Bélgica (Ultratop de Flandres)                                | 27             |
| Bélgica (Ultratop de Valônia)                                 | 51             |
| Estados Unidos (Billboard Hot 100)                            | 31             |
| França (Syndicat National de l'Édition Phonographique)        | 76             |
| Nova Zelândia (Recording Industry Association of New Zealand) | 30             |
| Países Baixos (Dutch Top 40)                                  | 47             |
| Suécia (Sverigetopplistan)                                    | 16             |
| Suíça (Schweizer Hitparade)                                   | 45             |
| União Europeia European Hot 100 Singles                       | 33             |

## Histórico de lançamento
| País/Região | Data                   |
| ----------- | ---------------------- |
| Europa      | 10 de agosto de 2004   |
| Mundo       | 15 de novembro de 2004 |